# TearFund Schweiz
TearFund Schweiz war bis 2024 der Name einer Entwicklungs- und Nothilfeorganisation mit Hauptsitz in Zürich. Inzwischen heisst die Organisation Ena (Schweiz).

## Aktivitäten
ena (bis 2024 unter dem Namen TearFund Schweiz bekannt) ermöglicht seit über 40 Jahren weltweit lebensverändernde Perspektiven. Die Organisation bietet Chancen für alle Menschen in den Projekten unabhängig von ethnischer Zugehörigkeit, Religion, politischer Gesinnung und sexueller Orientierung und in Übereinstimmung mit Zielen für nachhaltige Entwicklung der UN. Die Motivation für diese Art von Hilfe ist die christliche Nächstenliebe.

### Wirkungsvolle Nothilfe und Entwicklungszusammenarbeit
Tätig ist ena sowohl in der kurz- und mittelfristigen Nothilfe als auch in der langfristigen Entwicklungszusammenarbeit. Auf der Basis von gegenseitigem Respekt und Verständnis für die jeweiligen Bedürfnisse arbeitet die Organisation mit erfahrenen, lokal verwurzelten Partnerorganisationen zusammen. Mit ihnen werden effektive Projekte genau dort umgesetzt, wo sie besonders gebraucht werden, vorwiegend in den Bereichen Bildung, Gesundheit und Lebensgrundlagen mit einem speziellen Fokus auf Frieden.

### Projektländer und Themen
ena ist in sechs Schwerpunktländern in der langfristigen Entwicklungszusammenarbeit tätig: Uganda und Südsudan im östlichen Afrika sowie Malawi und Sambia im südlichen Afrika, das Projektland in Lateinamerika ist Peru und in Asien ist ena in Bangladesch tätig. In der Humanitären Hilfe setzt ena Zeichen der Hoffnung in Katastrophen und Krisen. Im Vordergrund steht dabei die Rettung von Menschenleben, die Not-Versorgung, aber auch der Wiederaufbau und Massnahmen zur Milderung der Auswirkungen von künftigen Katastrophen. 
Thematisch richtet sich die Arbeit von ena nach den Bedürfnissen der Projektbeteiligten. So wirkt die Unterstützung umfassend und langfristig. Die Wirkungsbereiche sind:
- Sichere Lebensgrundlagen als Basis für eine selbstbestimmte Entwicklung (Landwirtschaft, Spar- und Leihgruppen, Berufsbildung)
- Bildung als Chance für einen guten Start ins Leben (Schulbildung, Inklusion, Friedensförderung)
- Gesundheit, damit Menschen ihr Potential entfalten können (Trinkwasser, Sanitäre Einrichtungen, Hygiene)
- Friedensförderung ist als Querschnittsthema in allen Projekten verwoben. Dazu gehören z. B. Inklusion, Dialog, Förderung der Menschenrechte und Mitsprache.

## Netzwerke und Geschichte
ena ist Mitglied des internationalen Netzwerkes Integral Alliance und des Schweizer Dachverbandes KoGe. Die Organisation wurde 1984 unter dem Namen „Allianzhilfe Schweiz“ gegründet und 1996 in „TearFund Schweiz“ umbenannt. 2024 erfolgte der Namenswechsel zu Ena (Schweiz).

## Zertifikate
ena wird finanziert durch Spenden und ist mit dem Zewo-Gütesiegel zertifiziert, das die verantwortungs- und wirkungsvolle Verwendung dieser Zuwendungen bestätigt. Die ISO 9001-Zertifizierung prüft das Organisations- und Risikomanagement. Die Mitgliedschaft und Selbstevaluation bei der CHS-Alliance kontrolliert und fördert die Qualität der Programme.